# Sandfelli (Oyri)
Sandfelli è una montagna alta 572 metri sul mare situata sull'isola di Eysturoy, nell'arcipelago delle Isole Fær Øer, in Danimarca.